# Szárazvám
Szárazvám (németül Müllendorf, horvátul Melindoff) község Ausztriában, Burgenland tartományban, a Kismartoni járásban.

## Fekvése
Kismartontól 5 km-re nyugatra, a Lajta-hegység lábánál fekszik.

## Története
Már a római korban lakott hely volt, területén sok római fal és sírkőtöredék került elő. Kőbányája közelében szarkofágkészítő műhely működött. A falu alatti római kori csatorna ma is használatos.
1270-ben Kövesd néven említik először. A falu 1320-tól vámszedőhely volt, neve ezért változott meg. Szent Egyed tiszteletére szentelt régi temploma 1436-ban már állt. A török 1529-ben, 1532-ben és 1683-ban is elpusztította, de mindig újjáépítették. Az Esterházy család birtoka volt. 1713-ban súlyos pestisjárvány pusztított.
Vályi András szerint " SZÁRAZVÁM. Mühlendorf. Falu Sopron Várm. földes Ura H. Eszterházy Uraság, lakosai katolikusok, fekszik Fraknóhoz nem meszsze; határja meglehetős termésű."
Fényes Elek szerint " Műllendorf, magyarositva Szárazvám, német falu, Sopron vmegyében, N. Höflein mellett, 973 kath. lak., paroch. templommal. Van 913 2/8 hold szántóföldje, 820 kapa szőlője, 497 h. erdeje, 220 h. legelője. A föld kövecses, salétromos és mocsáros. Erdeje tölgy, bikk, fenyő és hárs. Bora közönséges és nem kelendő. F. u. h. Eszterházy."
1910-ben 1063, többségben német lakosa volt, jelentős magyar kisebbséggel. A trianoni békeszerződésig Sopron vármegye Kismartoni járásához tartozott. 1921-ben a trianoni és a saint-germaini békeszerződés Ausztriának ítélte. 1921 októberében a bevonuló osztrákok ellen magyar szabadcsapatok a Rongyos gárda önkéntesei vették fel a harcot. A harcok során október 5-én itt estek el Vámossy Tibor és Losonczy Antal budapesti műegyetemi hallgatók. Vámossy farkasréti sírja a Rongyos gárda egyik legjelentősebb emlékhelye.

## Nevezetességei
- Római katolikus temploma 1904-ben épült neogótikus stílusban. A homlokzatán látható Szent Rókus, Szent Sebestyén és Pieta-szobrok az 1693-ban készített győri Mária-oszlopról kerültek ide.
- Nepomuki Szent János tiszteletére szentelt kápolnája a 18. században épült.

## Külső hivatkozások
- Hivatalos oldal
- Szárazvám az Osztrák Statisztikai Hivatal honlapján
- Magyar katolikus lexikon
- Felkelőemlékmű a Károly-magaslat alatt